# Carrier Air Wing Reserve Twenty
20ème Escadre aérienne de réservé embarquée
Le Carrier Air Wing Reserve Twenty  ou CVWR-20, était une escadre aérienne embarquée de l'United States Navy Reserve. Mise en service le 1er avril 1970, elle a été dissoute le 31 mars 2007 pour devenir le Tactical Support Wing (TSW).

## Historique
Les deux Carrier Air Wing Reserve, CVWR-20 et CVWR-30, ont été créées le 1er avril 1970, suivies par deux groupes aéroportés (CVSGR-70 et CVSGR-80) le 1er mai 1968,. Il s'agissait de la poursuite d'un programme lancé en juillet 1968 pour doter les escadrons de la Réserve aéronavale d'une meilleure préparation au combat.
À l'été 1998, le CVWR-20 a terminé un déploiement d'un mois à Incirlik Air Base, en Turquie, à l'appui de l'opération Deny Flight.
En 2006, la Carrier Air Wing Reserve (CVWR) 20 s'est engagée de manière agressive dans la guerre contre le terrorisme 

### Les unités subordonnées
Les escadrons suivants ont été affectés au CVWR-20  et embarqués sur les porte-avions :
- USS John F. Kennedy (CV-67) en 1971,
- USS Independence (CV-62) en 1978,
- USS Carl Vinson (CVN-70) en 1982,
- USS Dwight D. Eisenhower (CVN-69) en 1984 et 1989,
- USS Forrestal (CV-59) en 1987,
- USS John C. Stennis (CVN-74) en 1996,
- USS Kitty Hawk (CV-63) en 1998,
- USS Nimitz (CVN-68) en 2001.

| Code           | Insigne | Escadron                                    | Surnom             | Aéronef                                  |
| -------------- | ------- | ------------------------------------------- | ------------------ | ---------------------------------------- |
| VF-201/VFA-201 |         | Strike Fighter Squadron 201                 | Hunter             | F/A-18 Hornet                            |
| VF-202         |         | Fighter Squadron 302                        | Superheats         | F/A-18 Hornet                            |
| VA-203/VFA-203 |         | Strike Fighter Squadron 203                 | Blue Dolphins      | F/A-18 Hornet                            |
| VA-204/VFA-204 |         | Strike Fighter Squadron 204                 | River Rattlers     | F/A-18 Hornet                            |
| VA-205         |         | Attack Squadron 205                         | Green Falcons      | A-4 Skyhawk A-7 Corsair A-6 Intruder     |
| VFP-206        |         | Light Photographic Squadron 206             | Hawkeyes           | F-8 Crusader                             |
| VAQ-209        |         | Electronic Attack Squadron 209              | Star Warriors      | A-6 Intruder EA-6 Prowler EA-18G Growler |
| VAW-77         |         | Carrier Airborne Early Warning Squadron 77  | Nightwolves        | E-2 Hawkeye                              |
| VAW-78         |         | Carrier Airborne Early Warning Squadron 78' | Fighting Escargots | E-1 Tracer E-2 Hawkeye                   |
| HS-75          |         | Helicopter Anti-Submarine Squadron 75       | Emerald Knihts     | SH-60 Seahawk                            |